# Festival CEMENT
Festival Cement is een negendaags theaterfestival in 's-Hertogenbosch. Het programma van het festival bestaat uit voorstellingen van nieuwe theatermakers. Jaarlijks wordt van ongeveer 20 jonge makers uit Nederland en Vlaanderen werk getoond. Gemiddeld zijn er iedere editie 100 opvoeringen te zien. Naast voorstellingen van andere makers, (co)produceert Cement zelf ook voorstellingen met makers.
Naast het voorstellingsprogramma organiseert Festival Cement ook een contextprogramma voor professionals uit de podiumkunstensector. Er zijn onder andere dagen voor theatermakers, scenografen, studenten en dramaturgen.
De eerste editie werd gehouden in 1999, op initiatief van Stichting CEMENT, Productiehuis Brabant en Het Huis van Bourgondië. Het festival wordt altijd in de maand maart geprogrammeerd en de festivalperiode duurt negen dagen. Elke dag worden verschillende voorstellingen gespeeld op verschillende locaties in de stad, met de Verkadefabriek als festivalhart.
De organisatie van Festival Cement huist in Pand18 in ‘s-Hertogenbosch, samen met onder andere Theaterfestival Boulevard, Kunstbende Noord-Brabant en Jazz in Duketown. Pand 18 beschikt over twee repetitiestudio's waar gewerkt kan worden.